# Траоре, Ибраима
Ибраима́ Траоре́ (фр. Ibrahima Traoré; род. 21 апреля 1988, Вильпент, Франция) — франко-гвинейский футболист, полузащитник. Выступал за сборную Гвинеи.

## Карьера
Дебютировал в бундеслиге 9 декабря 2007 года в матче против «Нюрнберга».
6 июля 2009 года Траоре прибыл в Оберхахинг на просмотр в клуб «Аугсбург». 14 июля 2009 года он подписал контракт на два года с «Аугсбургом».
14 апреля 2014 года было объявлено о том, что Траоре подписал контракт с мёнхенгладбахской «Боруссией» до 2018 года.